# Bouxières-sous-Froidmont
Bouxières-sous-Froidmont – miejscowość i gmina we Francji, w regionie Grand Est, w departamencie Meurthe i Mozela.
Według danych na rok 1990 gminę zamieszkiwało 239 osób, a gęstość zaludnienia wynosiła 31 osób/km² (wśród 2335 gmin Lotaryngii Bouxières-sous-Froidmont plasuje się na 807. miejscu pod względem liczby ludności, natomiast pod względem powierzchni na miejscu 770.).